# عون بن عبد الله بن عتبة
أبو عبد الله عون بن عبد الله بن عتبة بن مسعود الهذلي الكوفي تابعي وأحد رواة الحديث النبوي. أخو فقيه المدينة عبيد الله بن عبد الله بن عتبة.
حدث عن أبيه، وأخيه، وسعيد بن المسيب، وعبد الله بن عباس، وعبد الله بن عمرو وطائفة، وحدث عن عائشة بنت أبي بكر، وأبو هريرة، لكن قيل أن روايته عنهما مرسلة، وأرسل أيضا عن عم أبيه عبد الله بن مسعود. حدث عنه إسحاق بن يزيد الهذلي، وحنظلة بن أبي سفيان، ومالك بن مغول، ومحمد بن عجلان، وأبو حنيفة، ومسعر، وصالح بن صالح بن حي، والمسعودي وجماعة. وثقه أحمد بن حنبل وغيره، وقال علي بن المديني: صلى عون خلف أبي هريرة. قال ابن سعد: لما ولي عمر بن عبد العزيز الخلافة جاءه راحلا إليه عون بن عبد الله وموسى بن أبي كثير وعمر بن ذر، فكلموه في الإرجاء وناظروه، فزعموا أنه لم يخالفهم في شيء منه، قال: وكان عون ثقة يرسل. قال البخاري: عون سمع أبا هريرة. قال الأصمعي كان من آدب أهل المدينة وأفقههم كان مرجئا ثم تركه. وقيل: خرج مع ابن الأشعث وفر، فأمنه محمد بن مروان بالجزيرة، وتعلم عنه ولده مروان، فبلغ أن أباه قال: كيف رأيت ابن أخيك، قال: ألزمتني أيها الأمير رجلا إن قعدت عنه عتب، وإن جئته حجب، وإن عاتبته صخب، وإن صاخبته غضب فتركه. لزم عمر بن عبد العزيز فكانت له منه مكانة.

## وفاته
توفي سنة بضع عشرة ومائة.